# Billy Laughlin
William Robert Laughlin (San Gabriel, 5 luglio 1932 – La Puente, 31 agosto 1948) è stato un attore statunitense, noto per essere stato come attore bambino uno dei protagonisti dell’era MGM della serie Simpatiche canaglie, dove interpreta il personaggio di Froggy.
Morì alla prematura età di 16 anni in un incidente stradale, divenendo così il più giovane membro della serie a morire.

## Biografia

### Infanzia
Billy Laughlin nacque a San Gabriel nel 1932, da Robert Vine Laughlin (1901-1972) e Charlotte C. Cruikshank (1903-1992), aveva due fratelli: Claude Thomas (1929-2012) e Gordon Price (1936-1996).

### Carriera
Esordì nel 1940, all’età di 8 anni, nel cortometraggio The New Pupil della serie Simpatiche canaglie. Ben presto divenne membro fisso del cast e uno dei protagonisti assoluti della serie. Era noto per il timbro di voce straordinariamente roco, che ricordava molto il gracidio di una rana, il quale gli valse il soprannome Froggy. Continuò a recitare nelle Canaglie fino al 1944, anno in cui, visto il calo di incassi registrato da diversi episodi, la MGM decise di interrompere la serie. Da quel momento Laughlin ebbe solo una piccola parte nel film Johnny Doesn't Live Here Any More, per poi abbandonare il mondo dello spettacolo e trascorrere un'adolescenza normale.

### La morte prematura
Laughlin morì il 31 agosto 1948 a soli 16 anni in un incidente stradale. Lo scooter su cui viaggiava con l'amico John Wilbrand, datogli dai genitori poche settimane prima per distribuire giornali, si scontrò con un camion. Wilbrand, che si trovava alla guida dello scooter, riuscì a cavarsela con lievi ferite. Laughlin fu sepolto nel Rose Hills Memorial Park a Whittier, California, dove più tardi furono posti accanto a lui anche i genitori.